# Партия экономических реформ Таджикистана
Па́ртия экономи́ческих рефо́рм Таджикиста́на, сокр. ПЭРТ (тадж. Ҳизби ислоҳоти иқтисодии Тоҷикистон) — официально зарегистрированная центристская политическая партия в Таджикистане. Одна из пяти партий, представленных в Маджлиси Оли Республики Таджикистан, которое является парламентом страны. Партия обладает пятью мандатами в этом парламенте.
Партия экономических реформ Таджикистана была образована 9 ноября 2005 года ректором транспортного института Таджикистана Олимджоном Бобоевым. По словам Бобоева: «Мы изучили программы всех партий, но тех задач, которые мы хотим реализовать, там не нашли. Поэтому мы создали свою партию для осуществления тех экономических реформ, которые мы считаем необходимыми». Партия объединила в своих рядах в основном ученых-экономистов и молодых специалистов, работающих в различных отраслях экономики.
В 2006 году, на президентских выборах в Таджикистане, партия выдвинула от себя лидера партии Олимджона Бобоева. ЦИК Республики Таджикистан официально зарегистрировала Бобоева в кандидаты в президенты. Олимджон Бобоев предложил аграрную реформу, пересмотр промышленной политики, либерализацию экономики, а также решение финансовых и экономических проблем в стране. По итогам выборов, Бобоев занял сенсационно второе место, собрав 190 148 (6,2 %) голосов избирателей, пропустив вперед себя действующего президента Республики Таджикистан — Эмомали Рахмонова, который получил 79,3 % голосов.
В феврале 2010 года ПЭРТ впервые участвовала в парламентских выборах в Таджикистане. По итогам выборов, партия набрала 5,6 % голосов и вошла в парламент Таджикистана — Маджлиси Оли. Партию в парламенте страны получили право представлять двое представителей ПЭРТ.
В 2013 году, на президентских выборах в Таджикистане, партия снова выдвинула от себя лидера партии Олимджона Бобоева. По итогам выборов, Бобоев занял пятое место, собрав 140 733 (3,91 %) голосов избирателей. 
В марте 2015 года ПЭРТ во второй раз в своей истории участвовала в парламентских выборах в Таджикистане. По итогам выборов, партия набрала 7,5 % голосов, заняв третье место, и вошла в парламент Таджикистана — Маджлиси Оли. Партию в парламенте страны получили право представлять трое представителей ПЭРТ.

## Результаты на парламентских выборах
| Выборы | Мандаты |
| ------ | ------- |
| 2010   | 2 из 63 |
| 2015   | 3 из 63 |
| 2020   | 5 из 63 |
| 2025   | 5 из 63 |

## Выборы президента
| Год  | Кандидат от партии | %    |
| ---- | ------------------ | ---- |
| 2006 | Олимджон Бобоев    | 6,31 |
| 2013 | Олимджон Бобоев    | 3,91 |
| 2020 | Рустам Рахматзода  | 2,17 |

## Критика партии
Партия экономических реформ нередко подпадает под критику независимых журналистов  и оппозиционных деятелей. Так, например, журналист Темур Варки, охарактеризовал партию как “кукольную карманную партию. Это не системная оппозиция, это петрушки, которых достают по случаю”.